# 達尼丁山脈
71°24′S 167°54′E / 71.400°S 167.900°E
達尼丁山脈（英語：Dunedin Range）是南極洲的山脈，位於維多利亞地，屬於阿德默勒爾蒂山脈的一部分，處於利特爾頓山脈以東8公里，長37公里、寬3至6公里。